# Liste des sénateurs de l'Aisne

## Sénateurs de l'Aisnesous laIIIeRépublique
| Mandat      | Nom                       |
| ----------- | ------------------------- |
| 1876 à 1883 | Henri Martin              |
| 1876 à 1886 | Charles de Saint-Vallier  |
| 1876 à 1894 | William Waddington        |
| 1885 à 1903 | François Malézieux        |
| 1886 à 1917 | Charles Sébline           |
| 1889 à 1903 | Aimé Leroux               |
| 1894 à 1904 | Alfred Macherez           |
| 1903 à 1919 | Charles Gentilliez        |
| 1904 à 1930 | Georges Ermant            |
| 1905 à 1924 | Eugène Touron             |
| 1920 à 1930 | Léon Chenebenoit          |
| 1920 à 1932 | Louis de Lubersac         |
| 1925 à 1945 | Émile Roussel             |
| 1930 à 1945 | Charles Desjardins        |
| 1930 à 1934 | Émile Villemant           |
| 1932 à 1940 | René Hachette             |
| 1934 à 1945 | Henri Rillart de Verneuil |

## Sénateurs sous laIVeRépublique
| Mandat      | Nom              |
| ----------- | ---------------- |
| 1946 à 1948 | Paul Gargominy   |
| 1946 à 1948 | Raoul Sauer      |
| 1948 à 1955 | Jacques Beauvais |
| 1948 à 1955 | Jean Clavier     |
| 1948 à 1955 | Louis Ternynck   |
| 1955 à 1959 | René Blondelle   |
| 1955 à 1959 | Jean Deguise     |
| 1955 à 1959 | Léon Droussent   |

## Sénateurs sous laVeRépublique

### Scrutin du 26 avril 1959
|  | Identité       | Étiquette | Autres mandats |
|  | -------------- | --------- | -------------- |
|  | René Blondelle | CNI       |                |
|  | Jean Deguise   | DVD       |                |
|  | Louis Roy      | UNR       |                |

### Scrutin du 23 septembre 1962
|  | Identité       | Étiquette | Autres mandats |
|  | -------------- | --------- | --- |
|  | René Blondelle | CNI       | Remplacé par Jacques Moquet (DVD) le 25 février 1971 à la suite du décès de René Blondelle.                                  |
|  | Jean Deguise   | DVD       | |
|  | Louis Roy      | UNR       | Remplacé par Jacques Pelletier (DVD) le 26 juin 1966 (Élection partielle) à la suite du décès de Louis Roy le 24 avril 1966. |

### Scrutin du 26 septembre 1971
|  | Identité           | Étiquette | Autres mandats                                                                            |
|  | ------------------ | --------- | ----------------------------------------------------------------------------------------- |
|  | Jacques Braconnier | UDR       |                                                                                           |
|  | Gilbert Devèze     | RI        |                                                                                           |
|  | Jacques Pelletier  | CD        | Remplacé le 7 mai 1978 par Paul Girod (PRRS) à la suite de sa nomination au gouvernement. |

### Scrutin du 28 septembre 1980
|  | Identité           | Étiquette | Autres mandats                                                                                  |
|  | ------------------ | --------- | ----------------------------------------------------------------------------------------------- |
|  | Jacques Braconnier | RPR       | Maire de Saint-Quentin (1983-1989)                                                              |
|  | Paul Girod         | UDF       | Maire de Droizy                                                                                 |
|  | Jacques Pelletier  | MRG       | Remplacé par François Lesein (DVD) le 13 juin 1988 à la suite de sa nomination au gouvernement. |

### Scrutin du 24 septembre 1989
|  | Identité           | Étiquette | Autres mandats                                                                                     |
|  | ------------------ | --------- | -------------------------------------------------------------------------------------------------- |
|  | Jacques Braconnier | RPR       | |
|  | Paul Girod         | UDF       | Maire de Droizy                                                                                    |
|  | Jacques Pelletier  | DVG       | Remplacé par François Lesein (DVD) le 2 novembre 1989 à la suite de sa nomination au gouvernement. |

### Scrutin du 27 septembre 1998
|  | Identité          | Étiquette                  | Autres mandats                                            |
|  | ----------------- | -------------------------- | --------------------------------------------------------- |
|  | Pierre André      | RPR                        | Maire de Saint-Quentin (1995-2010)                        |
|  | Paul Girod        | UDF                        | Maire de Droizy                                           |
|  | Jacques Pelletier | Association des démocrates | Poste vacant à la suite de son décès le 3 septembre 2007. |

### Scrutin du 21 septembre 2008
|  | Identité        | Étiquette | Autres mandats                          |
|  | --------------- | --------- | --------------------------------------- |
|  | Pierre André    | UMP       | Maire de Saint-Quentin (1995-2010)      |
|  | Yves Daudigny   | PS        | Président du Conseil général de l'Aisne |
|  | Antoine Lefèvre | UMP       | Maire de Laon                           |

### Scrutin du 28 septembre 2014
|  | Identité        | Étiquette | Autres mandats                                      |
|  | --------------- | --------- | --------------------------------------------------- |
|  | Yves Daudigny   | PS        | Président du Conseil général de l'Aisne (2001-2015) |
|  | Pascale Gruny   | UMP       | Conseillère départementale                          |
|  | Antoine Lefèvre | UMP       | Maire de Laon                                       |

### Scrutin du 27 septembre 2020
|  | Identité             | Étiquette | Autres mandats                                       |
|  | -------------------- | --------- | ---------------------------------------------------- |
|  | Pascale Gruny        | LR        | Conseillère départementale                           |
|  | Antoine Lefèvre      | LR        | Conseiller municipal de Laon                         |
|  | Pierre-Jean Verzelen | LR        | Maire de Crécy-sur-Serre et conseiller départemental |